# Llave

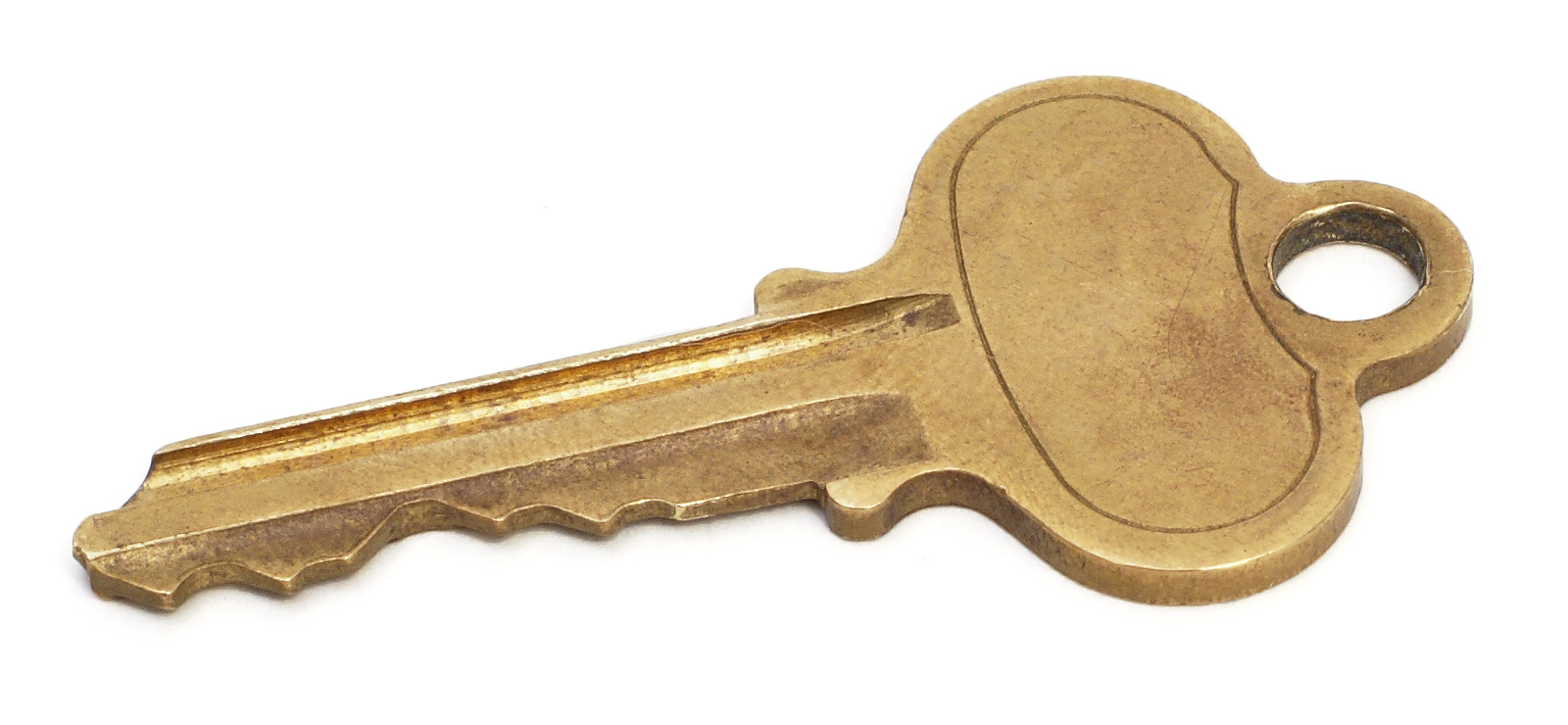
Llave común

Una llave (también llavín) es un instrumento que se usa para accionar cerraduras, incorporadas a objetos que se pretende proteger de accesos no deseados.
Desde tiempos antiguos se utilizaron mecanismos de este tipo. Su invención se atribuye a Teodoro de Samos en el siglo VII a. C. aunque con toda probabilidad se usaban mucho antes. Existe la creencia de que las primeras cerraduras eran grandes cajas metálicas que necesitaban para abrirse llaves de hierro muy grandes y pesadas, lo que solamente es cierto en parte, porque también se utilizaron llaves pequeñas para tapaderas de cajas pequeñas, como joyeros u otro tipo de muebles. Cierto que había una cierta relación entre la importancia de la puerta y el tamaño de la llave. Sin embargo, durante el siglo XX se ha producido una evolución muy importante en el diseño de nuevos sistemas de cierre de puertas que ha dado origen a una gama de llaves muy variada.
La mayoría de las llaves clásicas son metálicas (de acero, latón o de aluminio), y se utilizan para abrir la cerradura introduciéndola en ella y girando. En general constan una parte ancha, en forma más o menos redonda u ovalada, con o sin perforaciones, que sirve como apoyo para manejarla, y de un vástago con diversas muescas, estrías o paletas que forman un código más o menos complicado.
Las acanaladuras, tanto en el vástago como, en su caso, en la paleta, forman un primer paso del código, puesto que impiden que otras llaves, con acanaladuras distintas, puede introducirse en la cerradura. El segundo código viene dado por las muescas, que levantan o mueven una serie de levas de distinta longitud que, cuando coinciden, permiten girar la llave liberando el mecanismo de cierre.
La acción de cerrar con llave es denominada enllavar, llavear, o llavir.

## Historia

### Historia premoderna

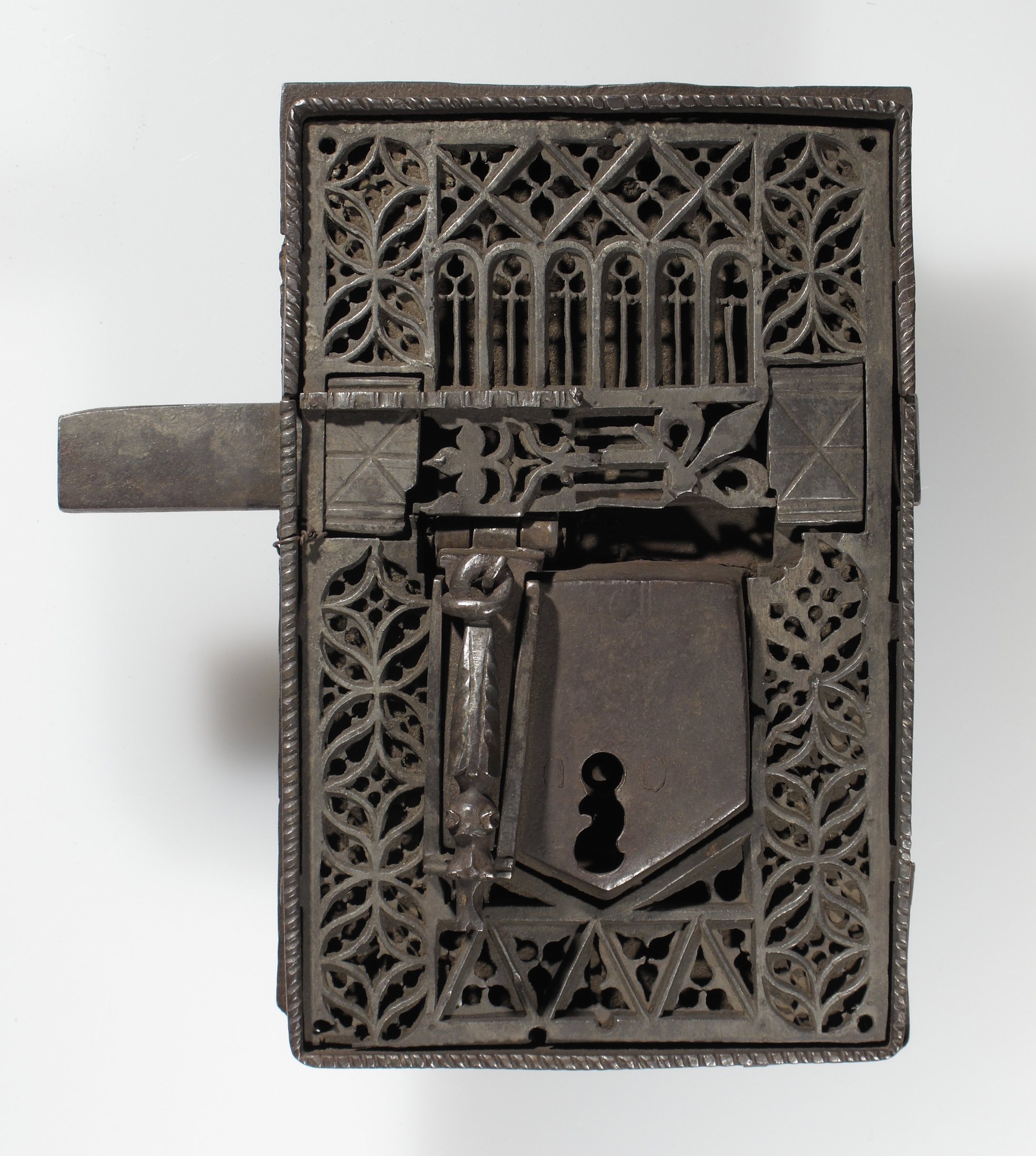
Cerradura gótica medieval, de los siglos XV-XVI, de hierro, en el Metropolitan Museum of Art (Nueva York).

Las cerraduras se utilizan desde hace más de 6000 años, con un ejemplo temprano descubierto en las ruinas de Nínive, la capital de la antigua Asiria. Este tipo de cerraduras se convirtieron en la cerradura de madera egipcia con pines, que consistía en un cerrojo, un accesorio o fijación para la puerta y una llave. Cuando se introducía la llave, los pasadores de la pieza se levantaban y salían de los agujeros del cerrojo, permitiendo que éste se moviera. Al retirar la llave, los pasadores caían parcialmente dentro del cerrojo, impidiendo el movimiento.
La cerradura protegida también estuvo presente desde la antigüedad y sigue siendo el diseño de cerradura y llave más reconocible en el mundo occidental. Las primeras cerraduras totalmente metálicas aparecieron entre los años 870 y 900, y se atribuyen a los artesanos ingleses. También se dice que la llave fue inventada por Teodoro de Samos en el siglo VI a. C.
'Los romanos inventaron las cerraduras y llaves metálicas y el sistema de seguridad proporcionado por los pabellones.'
Los romanos acaudalados guardaban a menudo sus objetos de valor en cajas seguras bajo llave dentro de sus casas, y llevaban las llaves como anillos en los dedos. Esta práctica tenía dos ventajas: Mantenía la llave a mano en todo momento, a la vez que señalaba que el portador era lo suficientemente rico e importante como para tener dinero y joyas que valía la pena asegurar.

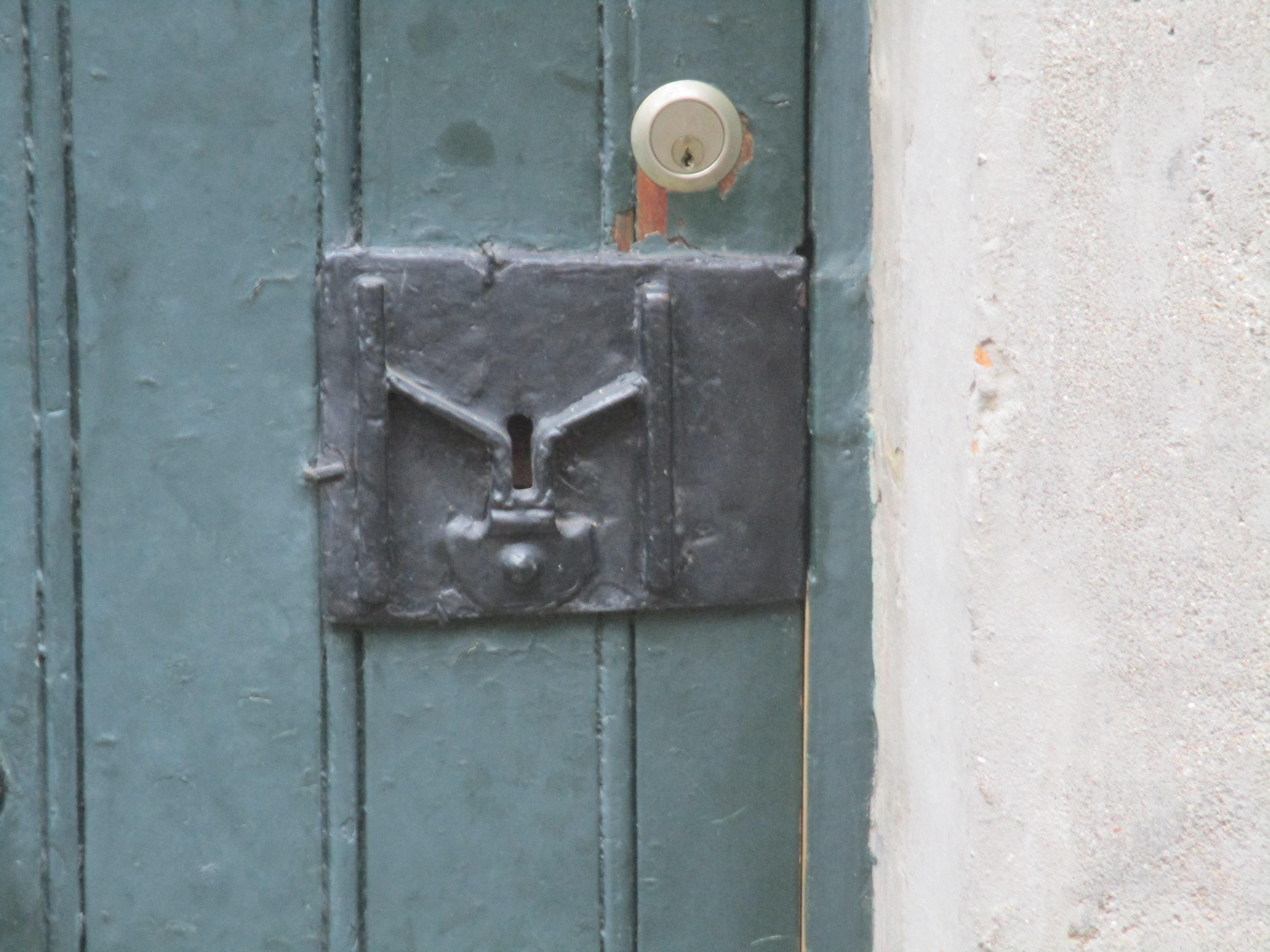
Cerradura de borracho en la parte inferior (cerradura negra) y una cerradura moderna normal en la parte superior

En el Beguinage de la ciudad belga de Lier se puede encontrar un tipo especial de cerradura, que data de los siglos XVII-XVIII, aunque potencialmente más antigua, ya que cerraduras similares datan del siglo XIV. Lo más probable es que estas cerraduras sean cerraduras góticas, que estaban decoradas con follaje, a menudo en forma de V rodeando el ojo de la cerradura. A menudo se les llama cerradura del borracho, sin embargo, la referencia a estar borracho puede ser errónea ya que estas cerraduras fueron, según ciertas fuentes, diseñadas de tal manera que una persona todavía puede encontrar el ojo de la cerradura en la oscuridad, aunque este podría no ser el caso ya que los ornamentos podrían haber sido puramente estéticos.  En épocas más recientes se han diseñado cerraduras similares.

### Cerraduras modernas

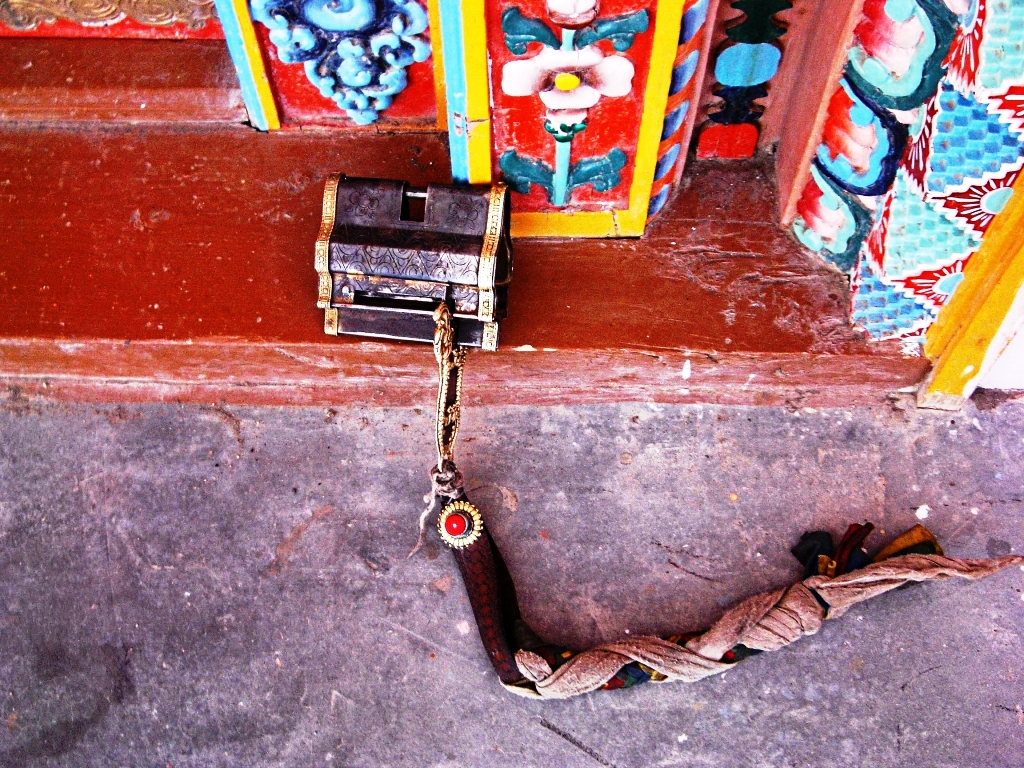
Cerradura y llave tibetanas - Dhankhar Gompa, Spiti. India. 2004

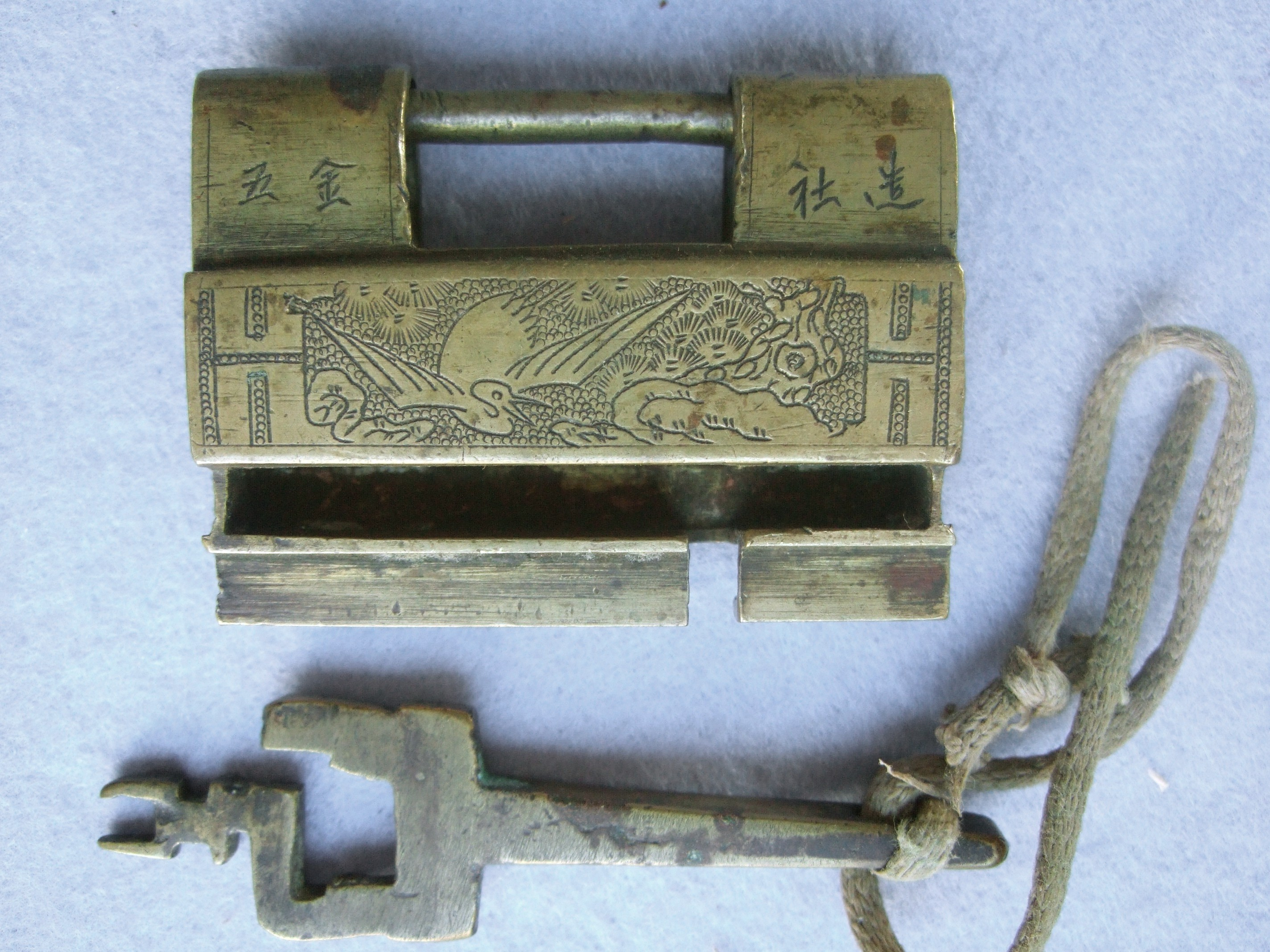
Cerradura y llave chinas de Provincia de Yunnan, principios del siglo XX

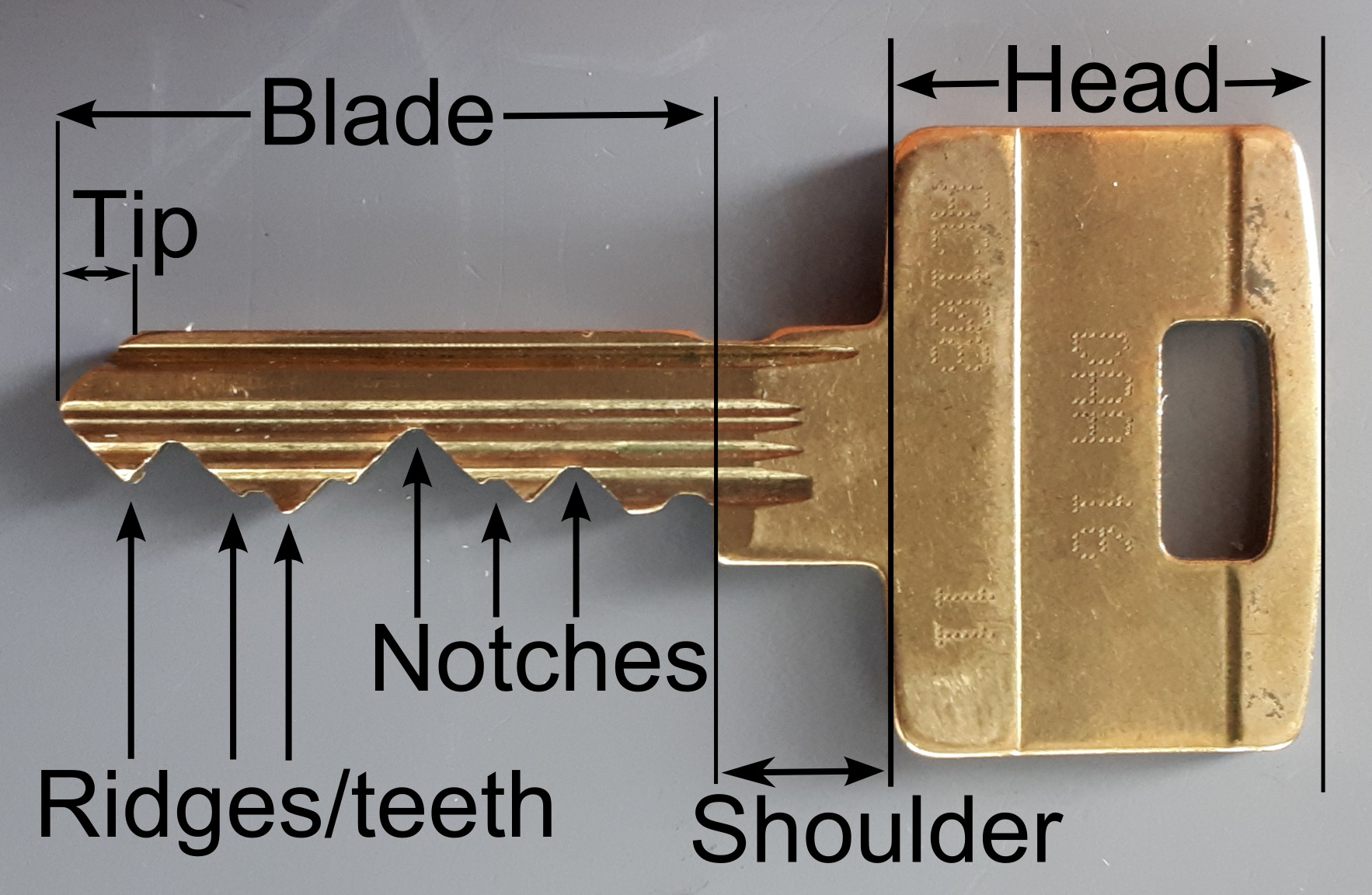
Anatomía de la llave

Con el inicio de la Revolución Industrial a finales del siglo XVIII y el desarrollo concomitante de la ingeniería de precisión y la estandarización de componentes, las cerraduras y llaves se fabricaron con una complejidad y sofisticación cada vez mayores.
La cerradura de palanca, que utiliza un conjunto de palancas para impedir que el cerrojo se mueva en la cerradura, fue inventada por Robert Barron en 1778. Su cerradura de palanca de doble efecto requería que la palanca se levantara hasta cierta altura mediante una ranura cortada en la palanca, de modo que levantar la palanca demasiado era tan malo como no levantar la palanca lo suficiente. Este tipo de cerradura se sigue utilizando hoy en día.

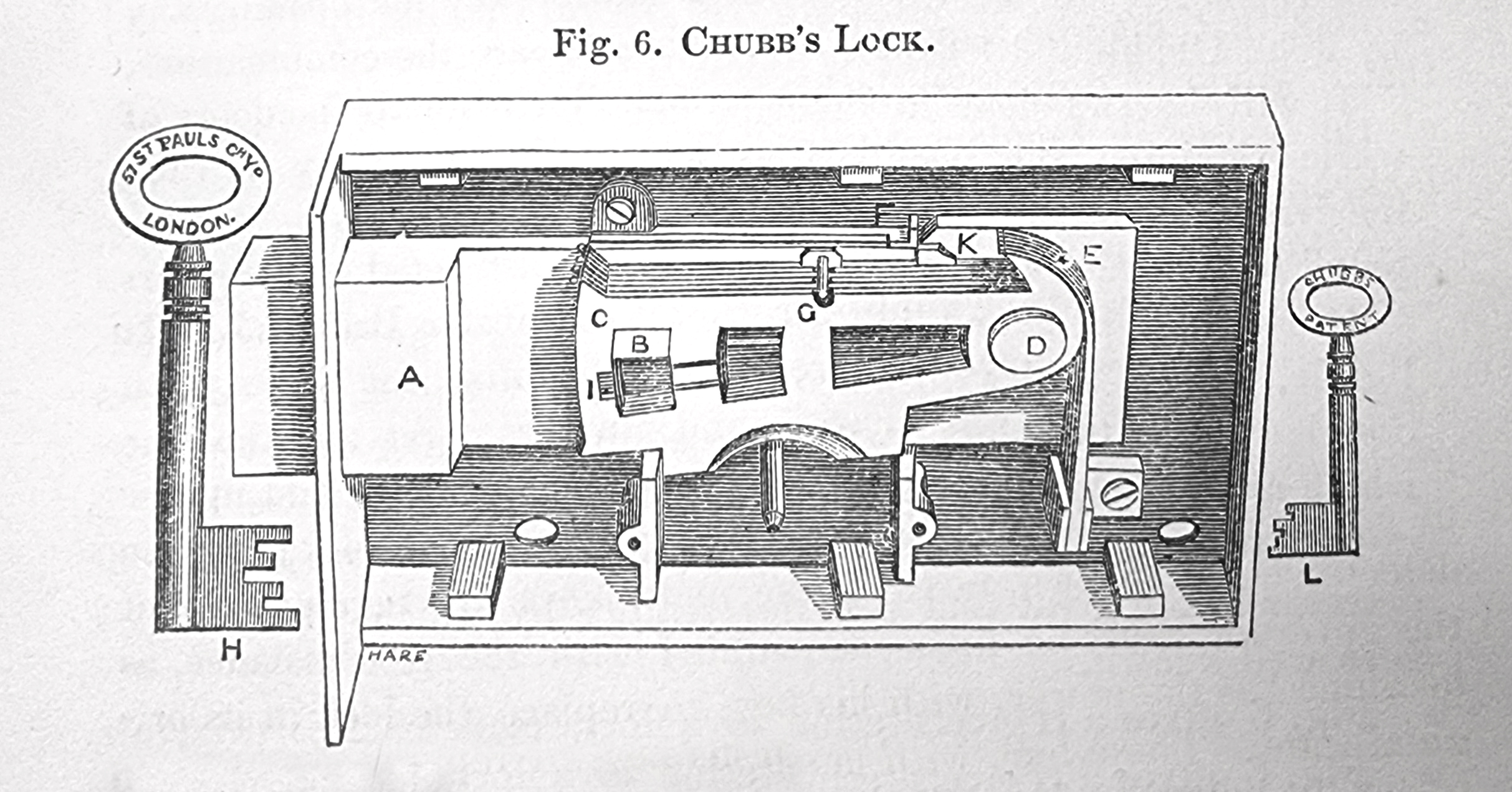
Diagrama de una cerradura con detector Chubb.

La cerradura de palanca fue muy mejorada por Jeremiah Chubb en 1818. Un robo en los muelles de Portsmouth llevó al Gobierno británico a convocar un concurso para fabricar una cerradura que sólo pudiera abrirse con su propia llave. Chubb desarrolló la cerradura con detector Chubb, que incorporaba un dispositivo de seguridad integral que podía frustrar los intentos de acceso no autorizados e indicaría al propietario de la cerradura si había sido interferida. A Chubb se le concedieron 100 libras esterlinas después de que un ganzuador entrenado no consiguiera forzar la cerradura al cabo de 3 meses.
En 1820, Jeremiah se unió a su hermano Charles para fundar su propia empresa de cerraduras, Chubb. Chubb introdujo varias mejoras en su cerradura: su diseño mejorado de 1824 no requería una llave reguladora especial para reajustar la cerradura; en 1847 sus llaves utilizaban seis palancas en lugar de cuatro; y más tarde introdujo un disco que permitía el paso de la llave pero estrechaba el campo de visión, ocultando las palancas a cualquiera que intentara forzar la cerradura. Los hermanos Chubb también recibieron la patente de la primera caja fuerte antirrobo y empezaron a fabricarla en 1835.
Los diseños de Barron y Chubb se basaban en el uso de palancas móviles, pero Joseph Bramah, un prolífico inventor, desarrolló un método alternativo en 1784. Su cerradura utilizaba una llave cilíndrica con muescas precisas a lo largo de la superficie; éstas movían las correderas metálicas que impedían el giro del cerrojo hasta una alineación exacta, permitiendo la apertura de la cerradura. La cerradura estaba al límite de la capacidad de fabricación de precisión de la época y, según su inventor, era imposible de forzar. Ese mismo año, Bramah fundó la empresa Bramah Locks en el número 124 de Piccadilly, y expuso en el escaparate de su tienda la "Cerradura Desafío" desde 1790, desafiando "...al artista que pueda fabricar un instrumento que pueda forzar o abrir esta cerradura" con una recompensa de 200 libras. El desafío se mantuvo durante más de 67 años hasta que, en la Gran Exposición de 1851, el cerrajero estadounidense Alfred Charles Hobbs fue capaz de abrir la cerradura y, tras algunas discusiones sobre las circunstancias en las que la había abierto, se le concedió el premio. El intento de Hobbs requirió unas 51 horas, repartidas en 16 días.
La patente más antigua de una cerradura de doble acción pin tumbler se concedió al médico estadounidense Abraham O. Stansbury en Inglaterra en 1805, pero la versión moderna, aún en uso, fue inventada por el estadounidense Linus Yale Sr. en 1848. Este diseño de cerradura utilizaba pins de distintas longitudes para evitar que la cerradura se abriera sin la llave correcta. En 1861, Linus Yale Jr. se inspiró en la cerradura pin-tumbler original de la década de 1840 diseñada por su padre, inventando y patentando así una llave plana más pequeña con bordes dentados, así como pasadores de diferentes longitudes dentro de la propia cerradura, el mismo diseño de la cerradura pin-tumbler que todavía sigue en uso hoy en día. La moderna cerradura Yale es esencialmente una versión más desarrollada de la cerradura egipcia.
A pesar de algunas mejoras en el diseño de las llaves desde entonces, la mayoría de las cerraduras actuales siguen siendo variantes de los diseños inventados por Bramah, Chubb y Yale.

## Tipos de llave

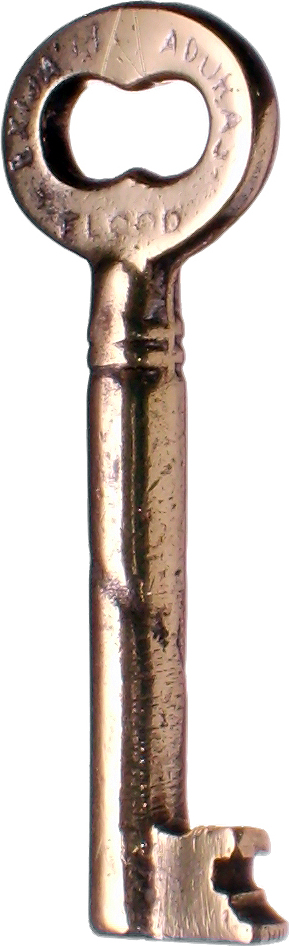
Llave antigua.

### Llave clásica
La llave antigua clásica consistía en una pieza de forma cilíndrica, a veces perforada en forma de tubo, con una o dos paletas al final. La paleta tenía un código de acanaladuras a los costados, o un código de dientes en el extremo más alejado del cilindro o las dos cosas. Para manejarla tenían una pieza generalmente en forma de anillo, circular u ovalado, del mismo material.

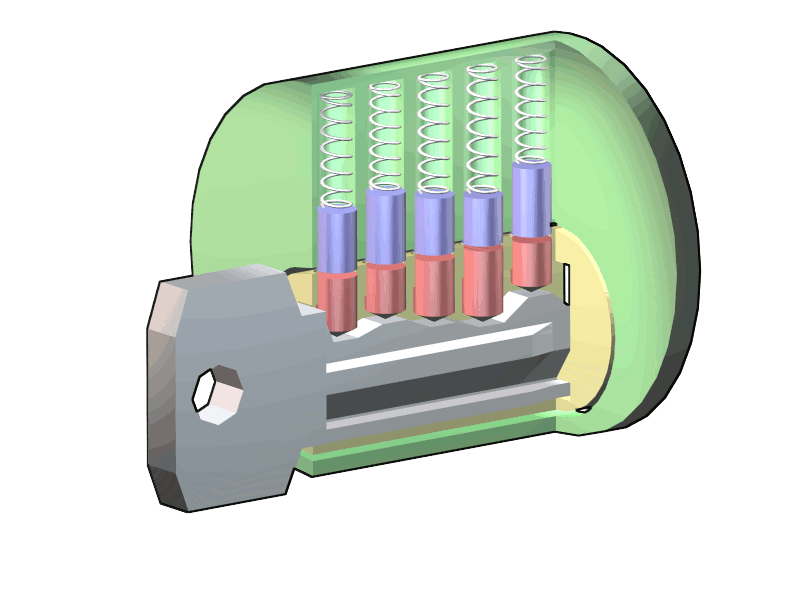
Funcionamiento de una cerradura de tambor de pines o levas.

### Llave moderna corriente
La más común actualmente es plana de espesor normalmente constante, el vástago tiene acanaladuras en los lados planos y, normalmente en uno de los cantos una serie de muescas de distinta profundidad y longitud, que forman el código de giro. Cuando las muescas levantan correctamente las levas del bombillo, este se libera y gira dentro de su alojamiento permitiendo mover el mecanismo de apertura propiamente dicho.

### Llave maestra
En ciertos casos se fabrican cerraduras especiales que pueden ser abiertas con dos tipos de llaves. Una de ellas es la del usuario, que solamente puede abrir una cerradura determinada y otra es la llamada llave maestra, que permite abrir con una sola llave una cierta cantidad de cerraduras. Se ha usado habitualmente en los hoteles, en los que el cliente dispone de la llave específica y el servicio dispone de la llave maestra, en vez de llevar un manojo.
También este término es usado en obras literarias, películas y más, como una herramienta para abrir absolutamente cualquier tipo de cerradura.

### Llave magnética

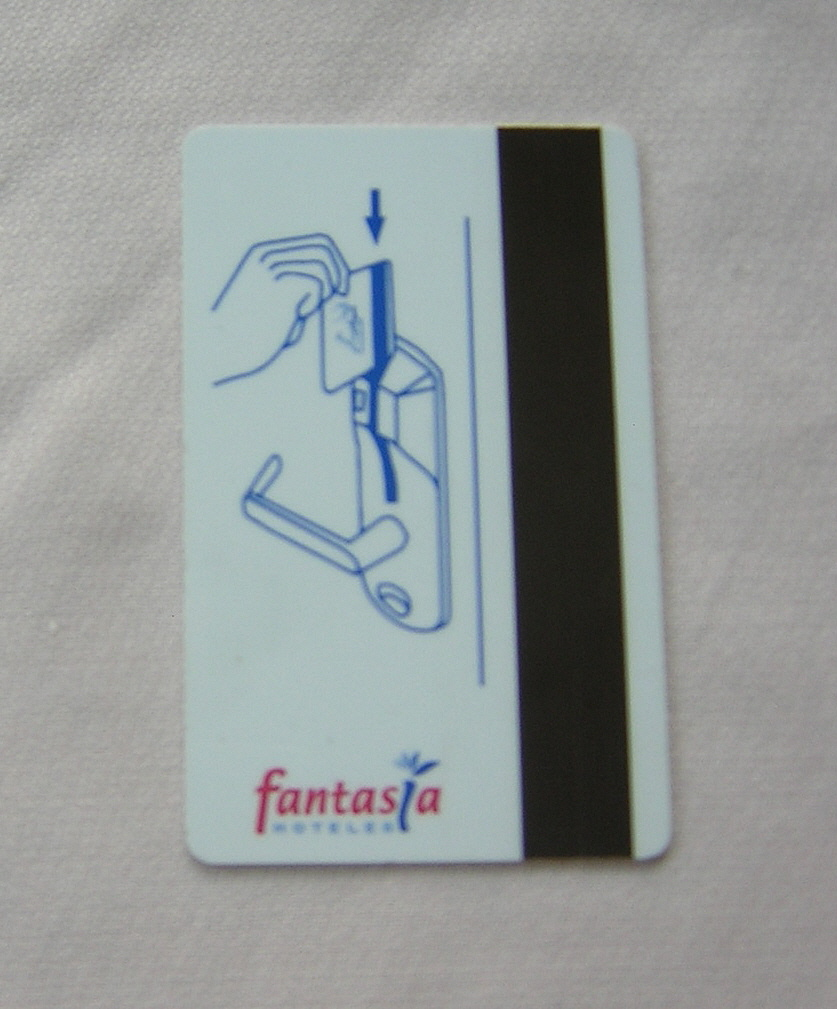
Tarjeta para accionamiento de llave.

Este es otro tipo más moderno que el anterior, en el que en una pieza, normalmente de material plástico, hay una parte de cinta magnética en el que se escribe un código. Estas llaves se usan muy frecuentemente para las habitaciones de los hoteles; tienen forma de tarjeta de plástico en la que se codifica un periodo de validez de acuerdo con la estancia del cliente en el hotel y, además, sirve como interruptor general de la corriente eléctrica cuando los clientes están ausentes de las habitaciones 
Además las descritas tiene también la ventaja de que, si los clientes olvidan devolver la llave o la quieren de recuerdo, es muy fácil fabricar otra y la pérdida queda inutilizada. Anteriormente se complicaban estas cosas con llaveros grandes y pesados, mientras que ésta es mucho más fácil de llevar.
También se usan estas llaves en muchas empresas que tienen el acceso restringido sólo a personal autorizado.

### Llave de apertura a distancia
Otro tipo de llave es el que sirve para activar la apertura de puertas a distancia como, por ejemplo, las de los automóviles o las de los accesos a aparcamientos privados, que llevan incorporado un dispositivo electrónico que permite liberar el mecanismo de cierre sin necesidad de introducir la llave en la cerradura; la llave actúa enviando mediante señales de radio o por radiación infrarroja el código necesario para la apertura.

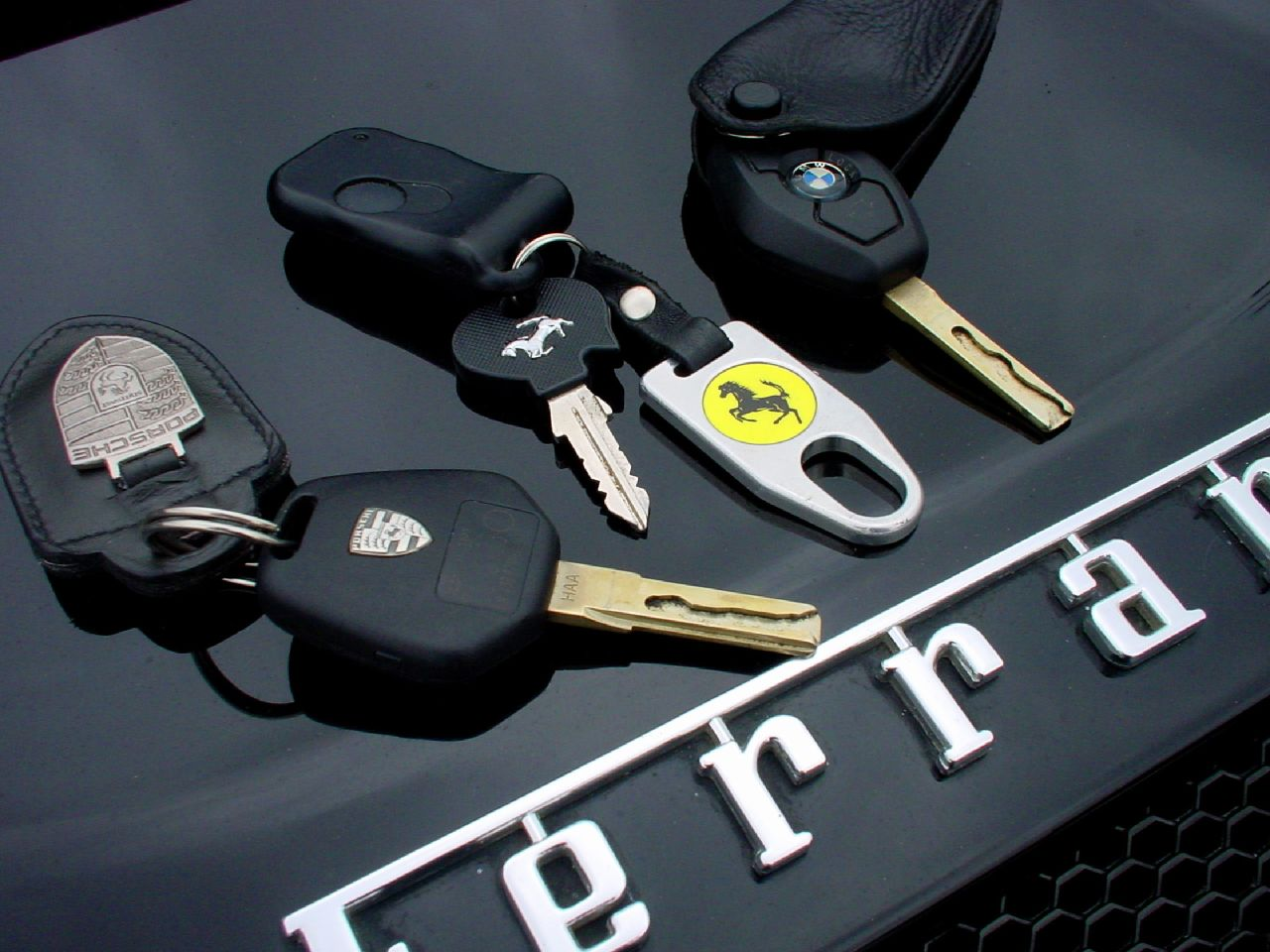
Distintos tipos de llaves para automóviles.

Entre estas hay dos variantes principales, según actúan sobre la cerradura:
- Las llaves que abren puertas de paso a distancia (cocheras, barreras), suelen actuar sobre un servomotor que mueve el cierre completo (puerta barrera...)
- Aunque actúan de modo semejante a las anteriores, a distancia, hay otras que solamente liberan la cerradura y hay que accionar la puerta manualmente. También se puede utilizar la llave de forma manual cuando se agota la pila encargada de hacer funcionar el mecanismo a distancia. Entre ellas, están las de los automóviles, además suelen servir para iniciar la puesta en marcha del motor. Para mayor seguridad, estas llaves tienen también un código electrónico añadido a los códigos formales de los que se ha hablado antes, para evitar que se pueda poner en marcha el automóvil de forma no autorizada, mediante una llave semejante.
  - Una forma perfeccionada de esta última es la que libera las cerraduras de las puertas del automóvil, con solo aproximarse al mismo, llevando la tarjeta de código en el bolsillo. En algunos casos también liberan el mecanismo de seguridad para la puesta en marcha del motor, por lo que para ello no es necesario más que pulsar un interruptor, sin necesidad de introducir la tarjeta.

### Cerradura de clave
Hay un tipo de cerradura que tiene al lado un teclado y se abre mediante una clave alfanumérica (y precisamente clave, en latín, quiere decir llave). El código libera el resbalón de la cerradura durante unos momentos y la puerta puede abrirse. Se utiliza en empresas para zonas de acceso restringido o controlado y en los portales de los edificios de vivienda.

### Llave de seguridad
Existen cierto tipo de llaves las cuales su diseño es muy distinto, según la puerta a la que pertenecen esto según cada fabricante para evitar su copia o robo, las llaves de seguridad están hechas a la medida según la puerta con la que se hicieron, estas poseen los bordes planos y con cavidades en ambos extremos, los cuales hacen de reemplazo a los dientes de una llave convencional. esto permite que sea imposible forzar la cerradura con las técnicas de robo convencionales.
llave roja

## Duplicado de llaves

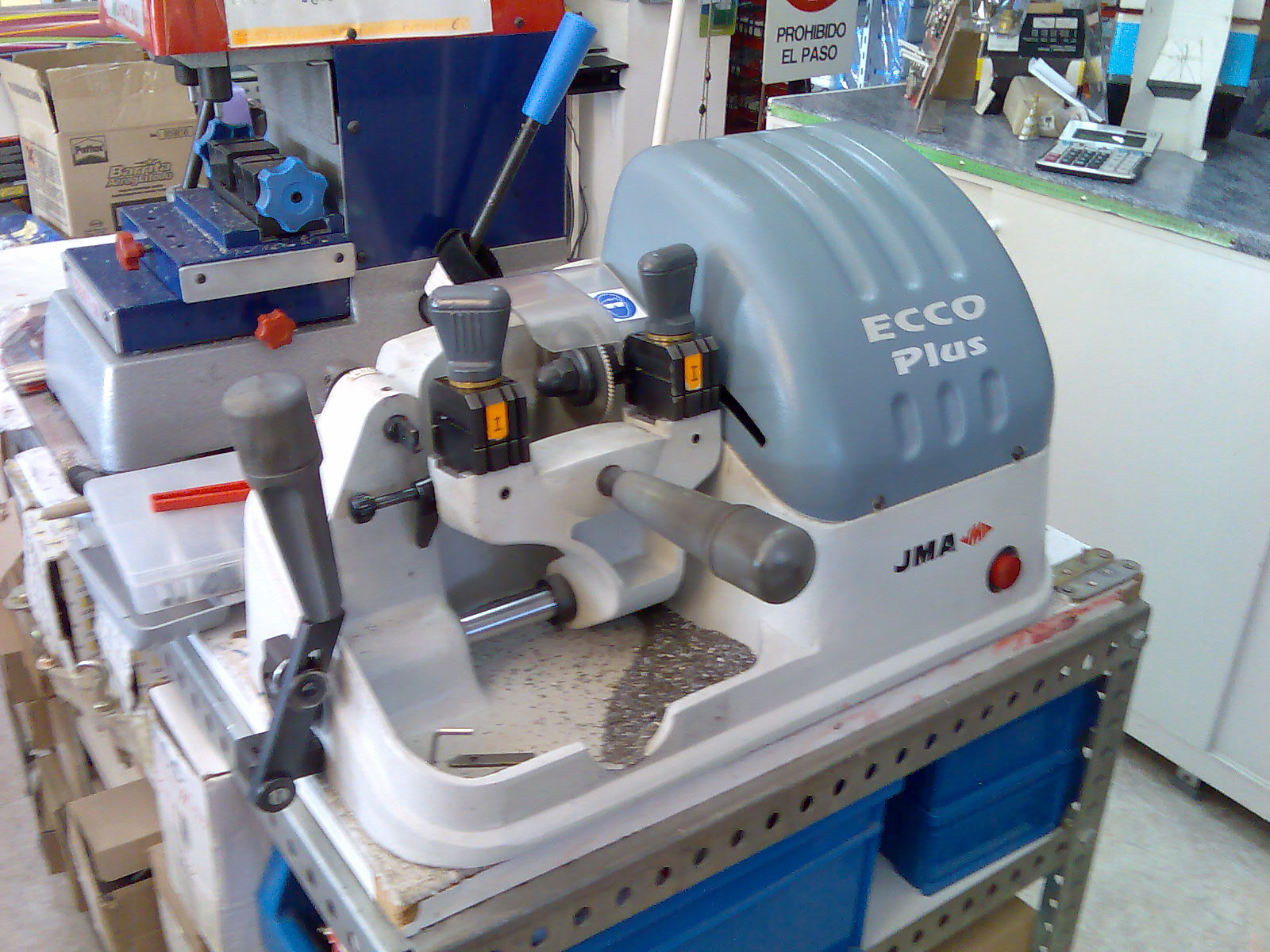
Máquina copiadora de llaves.

Las llaves se duplican en ferreterías, cerrajerías, o enviándolas a la fábrica.
De las llaves metálicas planas normales se obtiene fácilmente un duplicado o recambio de las mismas a partir de una llave original en establecimientos que tengan máquinas copiadoras de llaves.
Las llaves modernas de los automóviles son mucho más complicadas de duplicar y hay que utilizar máquinas informatizadas para incorporar el código de la llave original.
Las cajas fuertes usan llaves planas o de paletas que son de alta seguridad y difíciles de duplicar, y para hacerlo se necesita un número de serie especial y único el cual proporciona la exactitud de las muescas de la paleta de la llave.

## Llavero

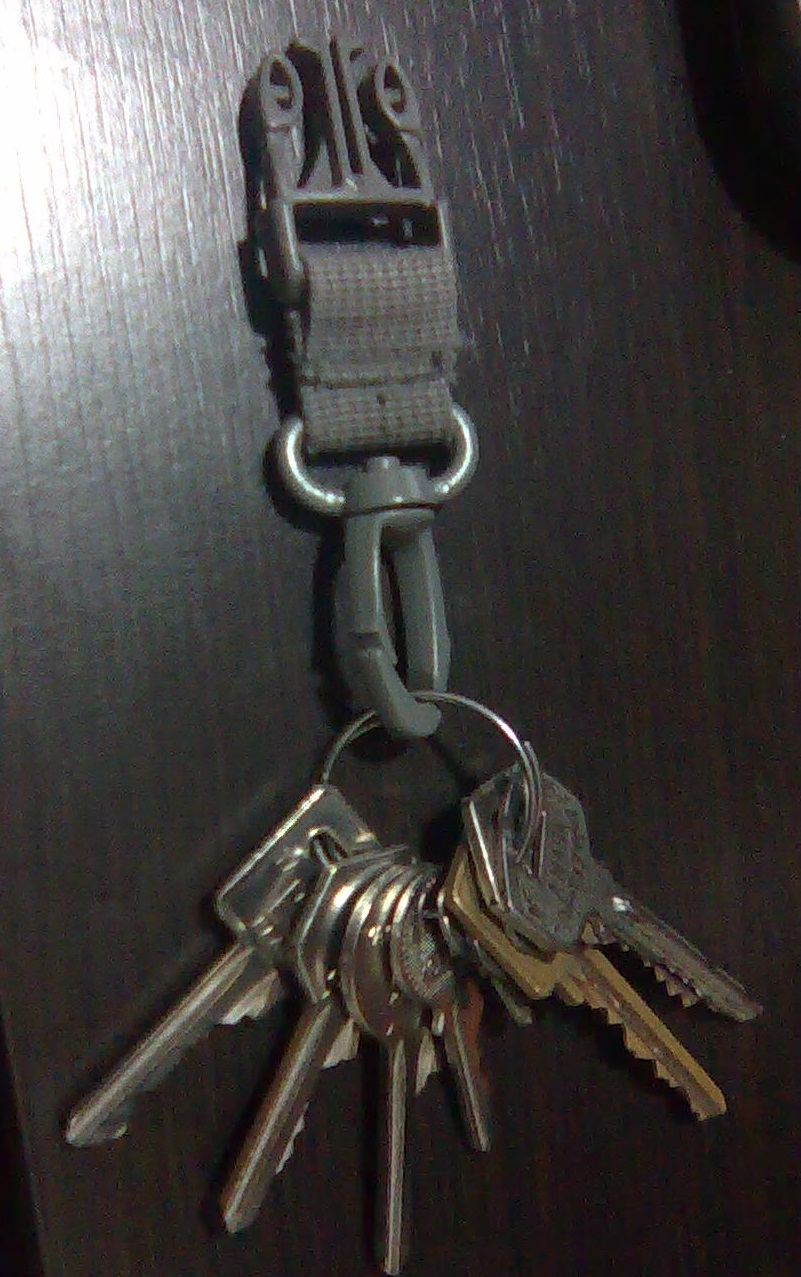
Llavero para una mochila.

Llavero (Llavero) es el dispositivo de uso común utilizado para llevar reunidas todas las llaves usadas de forma habitual por una persona. Hay muchos tipos y diseños de llaveros.
Los más comunes son los llaveros rojos

## Llave bumping
La llave bumping es un anglicismo que describe un medio de forzar cerraduras sin forzar la puerta. La técnica consiste en insertar la llave en la cerradura (debe coincidir el código de acanaladuras para poder introducirla) y golpearla con un objeto, separando así las levas de las contralevas, liberando así el giro de la llave.

## Llaves honoríficas
Cuando determinadas personalidades muy relevantes visitan los Ayuntamientos de las ciudades, se celebra un acto honorífico en la sede de su Ayuntamiento para celebrar la entrega simbólica de las llaves de la ciudad. El simbolismo del acto viene de la Edad Media y significa que la ciudad se "entrega" al ilustre visitante, sin resistencia.

## Heráldica

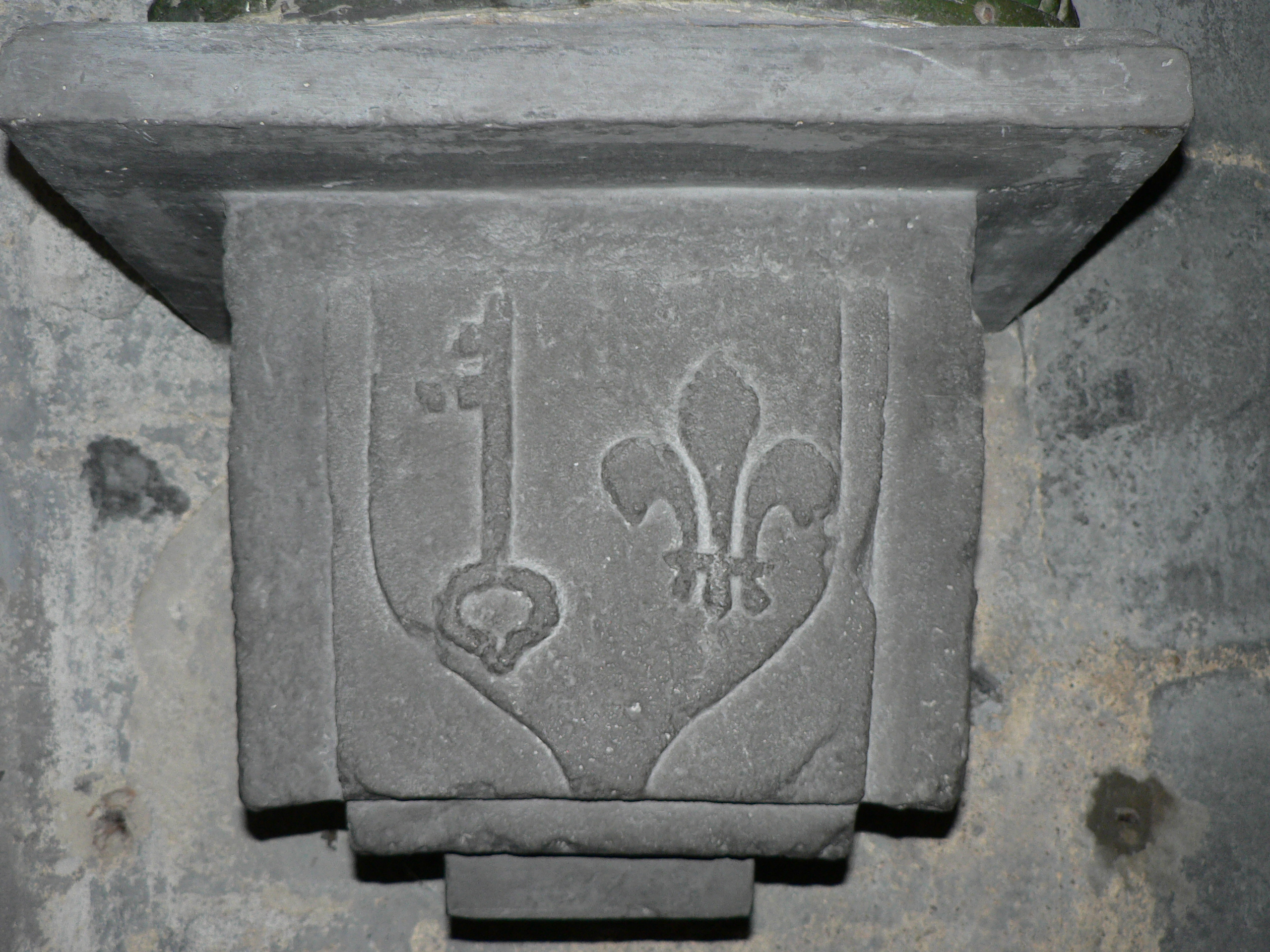
Llave en un escudo heráldico junto a una flor de lis

La llave es una figura o mueble común en muchos blasones. Su significado suele venir por ser el atributo de san Pedro o pueden ser debido a otros motivos, como por su importancia para guardar cofres y tesoros.
El cuadrad con tes llaves juntas dentro es el símbolo gubernamental de contraloría.